# Megalomys
Megalomys (Trouessart, 1881) è un genere estinto di roditori della famiglia dei Cricetidi.

## Descrizione

### Dimensioni
Al genere Megalomys appartenevano roditori di grosse dimensioni, con lunghezza della testa e del corpo fino a 360 mm e la lunghezza della coda fino a 330 mm.

### Caratteristiche craniche e dentarie
Il cranio era notevolmente stretto, con una regione-inter-orbitale ampia e la zona occipitale ben sviluppata ed elevata, le creste sopra-orbitali erano elevate e si estendevano posteriormente, la bolla timpanica molto piccola. I fori palatali erano corti. I molari avevano un aspetto simile a quello del genere Oryzomys.
Sono caratterizzati dalla seguente formula dentaria:

### Aspetto
Si trattava di roditori simili a grossi ratti, con la pelliccia lunga, soffice ed ispida, le parti dorsali che variavano dal nerastro al bruno-rossastro scuro o brunastro, mentre le parti ventrali erano bianche o marroni. Le orecchie erano relativamente piccole. Le piante dei piedi erano provviste di grossi cuscinetti carnosi. La coda era lunga circa quanto la testa ed il corpo, era cosparsa di pochi peli ed era uniformemente scura.

## Distribuzione
Il genere è vissuto in epoca storica nelle Piccole Antille.

## Tassonomia
Il genere comprende 4 specie.
- Megalomys audreyae †
- Megalomys curazensis †
- Megalomys desmarestii †
- Megalomys luciae †